# Adrienne Clostre
Adrienne Clostre, née le 9 octobre 1921 à Thomery en Seine-et-Marne et morte le 5 août 2006 à Serrières dans l'Ardèche, est une compositrice française d'opéra et spécialiste du théâtre lyrique.

## Biographie
Fille de Claudius, Eugène Clostre, ingénieur-chimiste et de Marcelle, Pauline, Honorine Reynaud, sans profession, Adrienne Clostre est admis au Conservatoire de Paris dans la classe de piano de Yves Nat en octobre 1942 puis de fugue dans la classe de Noël Gallon. Elle obtient en 1946 une deuxième médaille de contrepoint et l'année suivante, un second prix de piano. En 1948-1949, elle étudie la composition dans la classe de Darius Milhaud et fait partie de la classe d'Esthétique et analyse musicale d'Olivier Messiaen. Premier Grand Prix de Rome en composition en 1949, Adrienne Clostre démissionne du Conservatoire l'année suivante.
Grand Prix musical de la Ville de Paris en 1954 et 1955. Prix Florence Gould en 1976 et Prix Musique de la SACD en 1987.
Elle avait épousé en 1951 à la Villa Médicis à Rome l'architecte Robert Biset, Premier Grand Prix de Rome en architecture avec qui elle a eu deux filles. D'après le règlement du concours, il est interdit d'être marié lors des épreuves mais également pendant le séjour à Rome mais elle obtient l'autorisation du Ministère de se marier.

## Œuvres
- La Résurrection de Lazare, (Prix de Rome), 1949
- Spectacle Tchekhov, 1952
- The fioretti di San Francesco d'Assisi, cantate de chambre, 1953
- Les musiciens de Breme, d'après Grimm, 1957
- Concert pour le souper du roi Louis II, 1957
- Le chant du cygne, opéra en 1 acte d'après Tchekhov, 1961
- Julien l'Apostat, opéra en 8 tableaux d'après Ibsen, 1970
- Nietzsche, action lyrique en 12 séquences d'après Nietzsche, 1975
- El tigre de oro y sombra, lecture musicale de 9 poèmes de Borges, 1979
- Cinq scènes de la vie italienne, spectacle musical en 5 scènes, 1980
- Le secret, lecture musicale du journal de Kierkegaard, 1982
- L'Albatros, action dramatique en 9 séquences d'après Baudelaire, 1987
- Annapurna, action musicale en 7 séquences d'après Herzog, 1988
- Peinture et Liberté, mélodrame d'après David et Michelet, 1989
- Waves, ou une lecture pour piano de Virginia Woolf, 1990
- La Reine de Saba, pour orgue et percussions, 1990
- Garbo la solitaire, suite pour violoncelle seul, 1992
- Lecture de Borges, spectacle musical en 3 parties, 1992
- Le triomphe de la vertu, action musicale et dramatique, 1993
- Rome Noel an 800, fresque musicale, 1993
- Le tour du monde en 80 langues, 1994
- Lettres italiennes, mélodrame, 1994
- L'ogre et le chevalier, hommage à la mémoire de Fassbinder, 1997
- Réanimation, mélodrame en 3 épisodes, 1997
- Camille Claudel sculpteur, action chorégraphique en 3 épisodes, 1997
- Sans tricher, à tout coup, c'est la loi, hommage à Paul Auster, 1997
- Variations italiennes, pour piano
- Premier Livre des Rois, sonate pour orgue
- Six dialogues, pour hautbois solo
- Le combat avec l'ange, pour trompette et orgue
- Histoire de Galmich, pour piano
- Aria, pour flute et piano
- Plusieurs concertos…

## Publications
- Adrienne Clostre, Ramon Pastor et Valery Arzoumanov, Recueil d'œuvres pour flûte à bec soprano et piano, Collection Panorama, 1998.